# Lisa Anderson
Lisa Anderson (16 de octubre de 1950) es una politóloga estadounidense y expresidenta de la Universidad Americana en El Cairo (AUC).

## Biografía

### Primeros años
Obtuvo una licenciatura en artes en Sarah Lawrence College y una maestría en derecho y diplomacia de la Escuela de Derecho y Diplomacia Fletcher de la Universidad Tufts. Obtuvo un doctorado en ciencias políticas de la Universidad de Columbia en 1981, donde también recibió un certificado del Middle East Institute. Su investigación académica se centra en la formación del estado, el cambio de régimen y el desarrollo económico y político en el Medio Oriente.

### Carrera
Es especialista en política de Medio Oriente y Norte de África, se desempeñó como presidente de la AUC de 2011 a 2016 y como rectora desde 2008 a 2010. Antes de unirse a las AUC, Anderson fue profesora James T. Shotwell de Relaciones Internacionales en la Universidad de Columbia, decano de la Escuela de Asuntos Públicos e Internacionales de Columbia, presidente del departamento de ciencias políticas y director del Instituto de Oriente Medio. Anteriormente, fue profesora asistente de estudios sociales y gubernamentales en la Universidad de Harvard.
Anunció su salida de las AUC en junio de 2015. La Junta de la AUC le pidió que se fuera porque eliminó el sistema de escala salarial de dos niveles que pagaba muy mal a los profesores egipcios, aunque tenían el mismo estatus que los profesores de otros países.

## Afiliaciones
Fue expresidenta de la Asociación de Estudios de Oriente Medio (MESA) y expresidenta de la junta directiva del Consejo de Investigación en Ciencias Sociales. Fue miembro del Consejo de la Asociación Estadounidense de Ciencias Políticas y formó parte de la junta directiva del Consejo Carnegie de Ética en Asuntos Internacionales. Es miembro emérita de la junta directiva de Human Rights Watch, donde se desempeñó como copresidenta de Human Rights Watch/Middle East, copresidenta del Consejo Asesor Internacional de la Fundación Alexander von Humboldt y miembro del Consejo Asesor Internacional del Congreso Mundial de Estudios de Oriente Medio. También es miembro del Consejo de Relaciones Exteriores.

## Premios y reconocimientos
En 2002, recibió un doctorado honoris causa en derecho de la Universidad de Monmouth. En el otoño de 2013, visitó la Academia Estadounidense en Berlín como Visitante Distinguida Richard C. Holbrooke. En 2015, recibió un título honorífico de la Universidad Americana de París y fue elegida miembro de la Academia Americana de Artes y Ciencias.

## Obra seleccionada
- Buscar la verdad, ejercer el poder: ciencias sociales y políticas públicas en el siglo XXI ( Columbia University Press, 2003) [11]
- El Estado y la transformación social en Túnez y Libia, 1830-1980 ( Princeton University Press, 1986) [12]
- Transiciones a la democracia, Editor ( Columbia University Press, 1999) [13]
- Los orígenes del nacionalismo árabe (coeditor; Columbia University Press, 1991) [14]
- Sitio web oficial de la Universidad Americana de El Cairo
- Lisa Anderson como visitante distinguida de Richard C. Holbrooke en el otoño de 2013 en la Academia Estadounidense de Berlín